# 야즈나

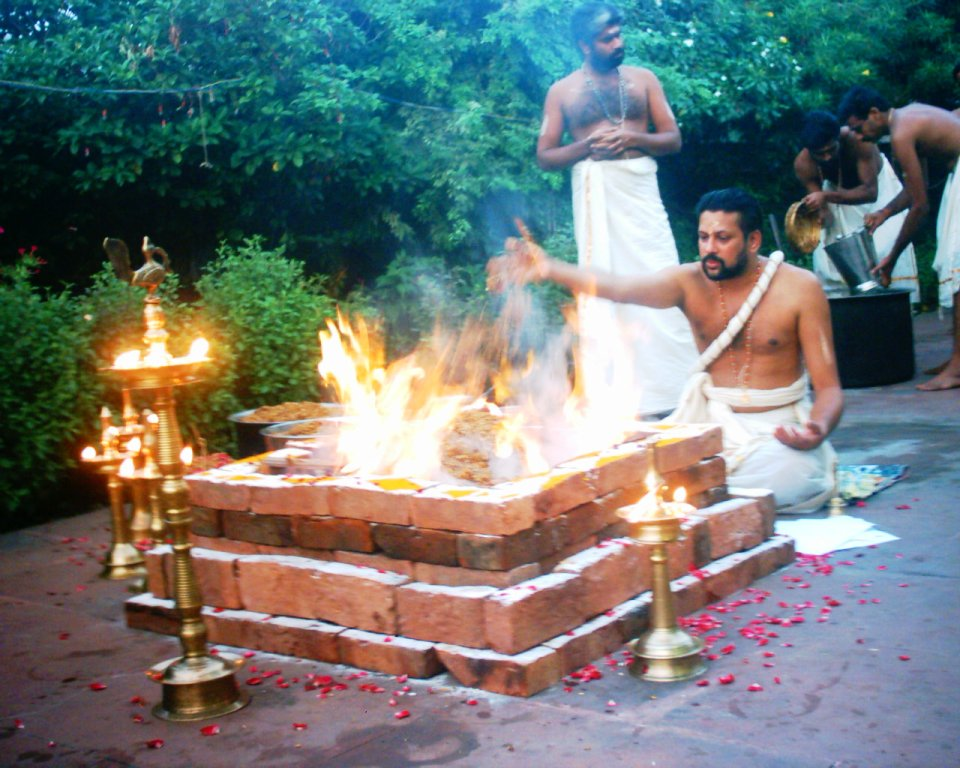
브라만 사제가 야즈나를 치르고 있는 모습.

야즈나(산스크리트어: यज्ञः)는 힌두교에서 성화(聖火) 앞에서 행해지는 모든 의식을 의미하며 종종 만트라와 함께 한다. 야즈나는 야주르베다 뿐만 아니라 브라마나라고 하는 베다 문학의 한 층에 설명되어 있는 베다 전통이었다. 봉헌물과 제물을 성화로 바치던 전통에서 성화(아그니) 앞에서 상징적인 제물을 바치는 것으로 진화했다.
야즈나 의식과 관련된 텍스트는 베다 우파니샤드에 포함된 즈나나-칸다 (지식) 부분과 대조적으로 베다 문헌의 카르마-칸다 (의례 행위) 부분이라고 불린다. 야즈나와 같은 의식의 적절한 완료는 힌두 철학의 학파 중 하나인 미맘사 학파에서 중요시되었다. 야즈나는 결혼식과 같은 힌두교의 통과 의례에서 계속해서 중심적인 역할을 해왔다. 현대의 주요 힌두교 사원 의식, 힌두교 공동체 행사 또는 수도원 입회식에는 베다 야즈나 의식이 포함될 수도 있고, 아니면 아가마 의식을 기반으로 할 수도 있다.

## 어원
단어 야즈나(yajna)는 '숭배하다, 숭배하다, 존경하다, 존경하다'를 의미하는 산스크리트어 야즈(yaj)에 뿌리를 두고 있으며 기원전 2천년에 작성된 초기 베다 문헌에 나타난다. 리그베다(Rigveda), 야주르베다(Yajurveda)(이름 자체가 이 어근의 파생물) 및 기타 문헌에서 야즈나는 "예배, 무엇이든에 대한 헌신, 기도와 찬양, 예배 또는 헌신 행위, 제물 또는 봉헌의 형태, 희생"을 의미하며, 베다 이후의 문학에서 이 용어는 실제적이거나 상징적인 제물이나 노력을 수반하는 모든 형태의 의식, 의식 또는 헌신을 의미했다.
야즈나는 신성한 불의 유무에 관계없이, 때로는 축제와 지역 사회 행사와 함께 주요 의식적 헌신을 포함했다. 니갈은 야즈나가 신에 대한 숭배(데바푸자나), 일치(산가티카야나), 자선(다나)의 세 가지 의미를 가지고 있다고 말한다.
이 단어는 조로아스터교의 야스나와 관련이 있다. 그러나 야즈나와 달리 야스나는 의식의 종류가 아니라 특정 종교 서비스의 이름이며 "불보다 물과 관련이 있다". 산스크리트어 단어는 고대 그리스어로 경배하다라는 뜻의 하조마이(ἅζομαι)와 더 관련이 있으며, 둘 다 인도유럽조어 어근 *Hyeh₂ǵ- ("예배하다")에서 파생되었다.

## 역사
야즈나는 베다 시대부터 개인 또는 사회적 의식의 일부였다. 성화(聖火)의 신이자 신의 사자인 아그니가 야즈나에 배치되었을 때 만트라를 외쳤다. 찬송가와 노래, 불에 바치는 봉헌물은 베다 신에 대한 일종의 환대였다. 제물은 아그니에 의해 신들에게 운반되고 그 대가로 신들은 인간에게 은혜와 축복을 준다고 믿었으며, 따라서 의식은 신과 인간 사이의 영적 교환 수단으로 사용되었다. 베당가 또는 베다 문헌에 첨부된 신앙요법은 야즈나를 다음과 같이 정의한다.
베다 희생의 정의야즈나, 희생은 신을 위해 무언가를 포기하는 행위이다. 그러한 행위는 신성한 권위(아가마)에 근거해야 하며 인간의 구원(스리요타)을 위해 봉사해야 한다. 선물의 성격은 덜 중요하다. 그것은 케이크(푸로다사), 두류(카루), 혼합 우유(삼나야), 동물(파수), 소마 주스 등일 수 있다. 버터와 밀가루와 우유의 가장 작은 예물은 희생의 목적으로 사용될 수 있다. — 아파스탐바 야즈나 파리바사 수트라 1.1, 번역자: M 다바모니

우파니샤드 시대 또는 기원전 500년 이후에 시코라는 야즈나라는 용어의 의미가 성직자들이 불 주위에서 행하는 "의식적 희생"에서 헌신과 헌신을 요구하는 "개인적인 태도와 행동 또는 지식"으로 발전했다고 말한다. 예를 들어, 찬도기야 우파니샤드(~700 BCE) 8장과 같은 가장 오래된 베다 우파니샤드에서는 다음과 같이 기술한다.
अथ यद्यज्ञ इत्याचक्षते ब्रह्मचर्यमेव

 तद्ब्रह्मचर्येण ह्येव यो ज्ञाता तं

विन्दतेऽथ यदिष्टमित्याचक्षते ब्रह्मचर्यमेव

 तद्ब्रह्मचर्येण ह्येवेष्ट्वात्मानमनुविन्दते ॥ १ ॥

일반적으로 '야즈나'라고 하는 것은 실제로 성지학도의 순결한 삶이며,

아는 사람은 학생의 순결한 생활을 통해서만 그것을 발견할 수 있기 때문이다.

일반적으로 '이스탐'(제물)이라고 하는 것은 실제로 성지학도의 순결한 삶이며,

학생의 순결한 삶을 추구해야만 아트만을 찾을 수 있다.|| 1 || — 찬도기야 우파니샤드 8.5.1
후기의 베다 우파니샤드는 요가가 야즈나(헌신, 희생)의 한 형태라고 제시함으로써 아이디어를 더욱 확장했다. 예를 들어, 슈베타스바타라 우파니샤드 1.5.14절에서는 야즈나 자료의 유추를 사용하여 내부 의식이 있고 외부 의식이 없는 사람의 영혼과 신을 보는 수단을 설명한다. “자신의 몸을 아랫마찰봉으로 하고 옴 음절을 윗마찰봉으로 하여 명상마찰을 하면 숨은 신을 있는 그대로 볼 수 있다”고 되어 있다.

### 베다 봉헌의 변화하는 특성
베다 희생과 의식의 본질은 기원전 1천년 동안의 주요 변화와 함께 시간이 지남에 따라 진화했으며 나중에 불교와 같은 다른 전통에서 채택한 개념에 영향을 미쳤다. 초기 베다 시대 희생에는 동물 희생이 포함되었지만 의식은 시간이 지남에 따라 점진적으로 재해석되어 제물을 대체하고 비폭력적이거나 상징적으로 만들었다. 궁극적으로 외부 의식은 "인체 내에서 수행되는 내부 봉헌"으로 재구성되고 대체되었다. 이러한 대체 개념, 즉 외부 행동(karma-kanda)에서 내부 지식(jñana-kanda)으로의 진화는 브리하다란야카 우파니샤드(~800 BCE), 찬도기야 우파니샤드와 같은 전문 텍스트뿐만 아니라 카우시타키 우파니샤드 및 프라나그니호트라 우파니샤드 같은 많은 의식 관련 경전에서 강조되었다.
베다 문헌 사타파타 브라마나는 희생을 신에게 바치는 봉헌물과 야즈나 동안 제공되는 닥쉬나(수수료, 선물)와 같이 가치 있는 것을 포기하는 행위로 정의한다. 선물과 수수료의 경우 텍스트는 소, 의복, 말 또는 금을 줄 것을 권장한다. 추천하는 봉헌물은 우유, 버터기름(정화 버터), 씨앗, 곡물, 꽃, 물, 음식 케이크(예: 떡)이다. 크리슈나 야주르베다의 타이티리야 샤캬 2.10과 같은 다른 문헌에서도 유사한 권장 사항이 반복된다.
타데우시 스코룹스키는 이러한 희생이 의식적 삶의 방식의 일부였으며 고유한 효능이 있는 것으로 간주했으며, 이러한 희생을 수행하면 사제나 신이 개입하지 않고도 보상과 결과를 얻을 수 있다고 말한다. 이러한 베다 사상은 "불교의 관대함 이론의 공식화"에 영향을 미쳤다고 스코룹스키가 덧붙인다. 불교 사상은 더 나아가서 고대 베다인들은 "자기 절제 속에 살았고, 금욕적이었고, 소도, 금도 없었고, 재산이 없다."고 말한다. 스코룹스키에 따르면, 붓다는 더 고대의 가치로 돌아가려고 했으며, 베다의 현자는 "학문을 곡식과 부로 삼고 성스러운 삶을 보물로 지키고 도덕과 금욕과 비폭력을 찬양했으며 쌀, 보리, 그러나 그들은 소를 죽이지 않았다."

## 사제
베다(슈라우타) 야즈나는 일반적으로 네 명의 베다 사제(호트리, 아드바류, 우드가타, 브라흐마)들이 수행한다. 제사장과 관련된 기능은 다음과 같다.
- 호트리는 리그베다에서 가져온 기도문과 호칭 기도를 암송한다. 그는 3개의 리그베다 구절, 도입 구절, 수반 구절 및 축도를 세 번째로 사용한다.[31]
- 아드바류는 사제의 조수이며 야주르베다에 설명된 대로 땅을 측량하고 제단을 쌓는 것과 같은 의식의 물리적 세부 사항을 담당한다. 아드바류는 봉헌물을 제공한다.[31]
- 우드가타는 사마베다에서 가져온 멜로디와 음악(sāman)에 맞춰 찬송가를 부른다. 우드가타는 호트리와 마찬가지로 도입, 반주 및 축도 찬송을 읊는다.[31]
- 브라흐마는 전체 의식의 감독이며 아타르바베다에서 가져온 보충 구절을 통해 실수를 수정하는 역할을 한다.

## 집전 방식
제물 마당 한가운데에는 보통 하나 또는 세 개의 불을 피웠다. 제물은 불 속으로 바쳐진다. 야즈나에서 제물로 제공되는 재료 중에는 기, 우유, 곡물, 케이크 및 소마가 있다. 야즈나의 지속 시간은 유형에 따라 달라지며 일부는 몇 분 동안 지속되는 반면 다른 일부는 몇 시간, 며칠 또는 몇 달에 걸쳐 수행된다. 일부 야즈나는 개인적으로 수행된 반면 다른 야즈나는 공동체 행사였다. 다른 경우에 야즈나는 상징적이었다. 예를 들어 브리하다아란야카 우파니샤드 찬송가 3.1.6에서 "마음은 희생의 브라만"이고 희생의 목표는 완전한 해방과 해탈이었다.
베풀어진 축복은 장수, 친구, 건강과 천국, 더 많은 번영, 더 나은 작물에 이르기까지 다양했다. 예를 들어 수클라 야주르베다에서는 다음과 같이 말한다.
나의 쌀 식물과 나의 보리, 나의 콩과 나의 참깨,

그리고 나의 강낭콩과 나의 나비나물, 나의 진주 기장과 나의 프로소 기장, 그리고 나의 수수와 나의 야생 쌀, 나의 밀과 나의 렌즈콩,

희생(야즈나)으로 번영하라.— 수클라 야주르베다 18.12, 

유제품, 과일, 꽃, 천, 돈을 제공하는 야즈나를 호마 또는 하반이라고 한다. 전형적인 힌두교의 결혼은 야즈나(Yajna)를 포함하는데, 여기서 아그니는 결혼의 증인으로 받아들여진다.

## 유형
칼파수트라에서는 다음과 같은 야즈나 유형을 나열한다.
- 파카야즈나: — 아스타, 스탈리파카, 파르바나, 스라바니, 아그라하야니, 카이트리 및 아스비유지. 이 야즈냐는 요리된 것들을 신성하게 만드는 것을 포함한다.
- 소마야즈나 : — 아그니스토마, 아트야즈니스토마, 우크티야, 쇼다시, 바자페야, 아티라트라 및 아프토르야마.
- 하비르야즈나: — 아그니야다나, 아그니호트라, 다르사-푸르나마사, 아그라야나, 카투르마스야, 니룻다 파수 반다,[39] 사우트라마니. 여기에는 소유물이나 헌금을 바치는 것이 포함된다.
- 판차 마하야즈나: — "5대 야즈나" 또는 마하사트라스.(아래 참조. )
- 베다 브라타스 : — 숫자가 4개이며 베다 교육 중에 수행된다.
- 일회성 삼스카라 동안 수행되는 16가지 야즈나: 가르바다나, 품사바나, 시만타, 자타카르마, 나마카라나, 아나프라사나, 추다카르마/카울라, 니스크라마나, 카르나베다, 비다나야람바. 이것들은 그리햐수트라에 의해 지정된다.

| 제사의 이름      | 제물                   | 봉헌의 대상 | 빈도        |
| ---------------- | ---------------------- | ----------- | ----------- |
| 부타야즈나       | 케이크 등의 음식       | 생명체      | 매일        |
| 마누샤야즈나     | 자선과 물(세바, 다나 ) | 동료 인간   | 매일        |
| 피트르야즈나     | 물의 방출              | 조상        | 매일        |
| 데바야즈나(호마) | 기                     | 신          | 매일        |
| 브라흐마야즈나   | 말씀(베다 낭독)        | 브라흐만    | 가능한 경우 |

발미키의 라마야나에서 라마는 아슈바메다, 바자페야, 푼다리카, 라자수야 및 기타 여러 야즈나를 여러 번 수행했다고 한다.

## 집전 양식
오늘날 베다 야즈나 의식은 만다파, 만달라 또는 쿤담에 놓인 정사각형 제단인 베디에서 수행되며, 여기서 나무는 기름진 씨앗 및 기타 연소 보조제와 함께 놓인다.  그러나 고대에는 정사각형 원칙이 격자에 통합되어 공동체 행사를 위한 크고 복잡한 모양을 만들었다. 따라서 직사각형, 사다리꼴, 마름모꼴 또는 "큰 매 새" 제단은 정사각형을 결합하여 만들어졌다. 수학적 정확성과 기하학적 정리를 포함하는 이 베디 제단의 기하학적 비율은 고대 인도의 수학 발전의 선구자 중 하나인 슐바수트라에 설명되어 있다. 제물은 사마기리(또는 야자카, 이스탐)라고 부른다. 의례에 대한 적절한 방법은 야주르베다의 일부이지만 다양한 브라마나의 질문에 대한 찬가에서도 찾을 수 있다.  여러 사제들이 참여하면 극극처럼 교대로 돌아가며 신에 대한 찬미가 낭송되거나 노래될 뿐만 아니라 대화가 영적인 주제에 대한 극적 표현과 토론의 일부이다.
베다 희생제(야즈나)는 배우, 대화, 음악으로 설정될 부분, 막간 및 클라이막스와 함께 일종의 연극으로 제시된다.
— 루이스 레누, 베다 인도

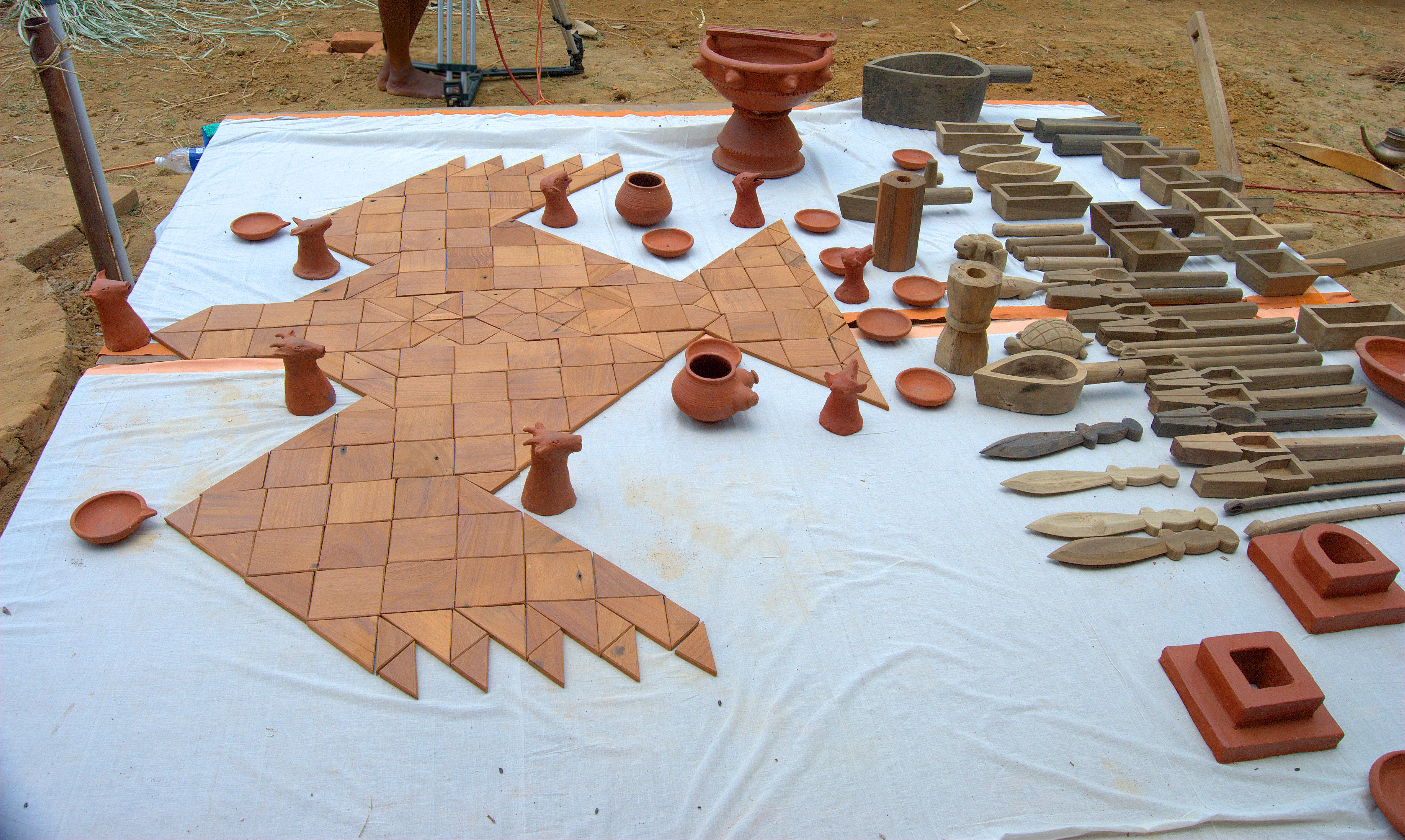
정사각형 원리를 사용하여 지어진 매 모양의 아티라타람 야즈나 제단의 미니어처 그림.

예를 들어, 샤타파타 브라마나의 13.2.6장에 있는 브라모댜 찬송가는 호트리 사제와 브라만 사제 간의 야즈나 대화로 청중 앞에서 야즈나 의식 동안 연주된다.
다시 태어난 사람은 누구인가?

   다시 태어난 것은 달이다.

그리고 그 큰 그릇은 무엇인가?

   큰 그릇은 틀림없이 이 세상이다.

부드러운 사람은 누구인가?

   부드러운 사람은 틀림없이 아름다움(락슈미)이었다.

추위의 해결책은 무엇인가?

   추위의 해결책은 틀림없이 불이다.— 샤타파타 브라마나, 13.2.6.10-18

## 결혼식 중
아그니와 야즈나는 힌두교 결혼식에서 중심적인 역할을 한다. 신랑과 신부는 불 앞에서 다양한 상호 약속을 하고, 실제 또는 상징적으로 불 주위를 거닐며 결혼을 완성한다. 예를 들어, 파니그라하의 결혼식 의식은 임박한 결혼 결합의 상징으로서 '손잡기' 의식이며, 신랑은 부를 의미하는 바가, 하늘/은하수를 의미하는 아리아만, 광채/새로운 시작을 의미하는 사비타, 지혜를 의미하는 푸란디의 네 신에 대한 책임을 수락한다고 선언한다. 신랑은 서쪽을 향하고 신부는 얼굴이 동쪽을 향하여 앞에 앉고 신랑은 손을 잡고 불 앞에서 리그베다 만트라를 낭송한다.
사프타파디(산스크리트어로 7단계를 의미)는 힌두교 결혼식에서 가장 중요한 의식이며 힌두교 결혼의 법적 부분을 나타낸다. 결혼하는 부부는 성화(아그니) 주위를 걷고 있으며, 야즈나의 불은 서로 서약을 하는 증인으로 간주된다. 일부 지역에서는 이 의식을 위해 신랑 신부가 입는 의복이나 띠를 함께 묶는다. 불 주변의 각 회로는 신부 또는 신랑이 주도하며 지역 사회와 지역에 따라 다르다. 일반적으로 신부는 첫 번째 회로에서 신랑을 인도한다. 처음 6개의 회로는 신부가 주도하고 마지막 회로는 신랑이 주도한다. 각 회로에서 부부는 서로를 위한 행복한 관계와 가정의 일부 측면을 확립하기로 구체적인 서약을 한다. 불 제단 또는 야즈나 쿤다는 정사각형이다.

## 같이 보기
- 슈라우타
- 호마
- 아슈바메다
- 베디
- 야주르베다

## 간행물
- Agrawala, Vasudeva Sharana. India as known to Pāṇini: a study of the cultural material in the Ashṭādhyāyī. Prithvi Prakashan, 1963.
- Dallapiccola Anna. Dictionary of Hindu Lore and Legend.......ISBN 0-500-51088-1.
- Gyanshruti; Srividyananda. Yajna A Comprehensive Survey. Yoga Publications Trust, Munger, Bihar, India; 1st edition (December 1, 2006). ISBN 8186336478.
- Krishnananda (Swami). A Short History of Religious and Philosophic Thought in India. Divine Life Society, Rishikesh.
- Nigal, S.G. Axiological Approach to the Vedas. Northern Book Centre, 1986. ISBN 81-85119-18-X.
- Prasoon, (Prof.) Shrikant. Indian Scriptures. Pustak Mahal (August 11, 2010). ISBN 978-81-223-1007-8.
- Vedananda (Swami). Aum Hindutvam: (daily Religious Rites of the Hindus). Motilal Banarsidass, 1993. ISBN 81-20810-81-3.